# Alcatraz (danza)
L'alcatraz è una danza peruviana del genere festejo, eseguita da una coppia sciolta. È praticata a Lima e Ica, tra gruppi professionali.
L'esecuzione è la seguente: ogni membro della coppia ha sulla parte posteriore della vita una tela, un pezzo di carta o qualcosa di simile; l'uomo con una candela accesa cerca di accendere il "cucurucho" (cono), mentre la donna balla, muovendo i fianchi. Attualmente, il compito di accendere il cono viene eseguito anche dalla donna.
La musica è eseguita dal solista e coro di cantanti, chitarre e percussioni.
Le canzoni più famose sono "Al son de la tambora" di Porfirio Vasquez e "Préndeme la vela" di Abelardo Vasquez.